# Rhodogune av Parthien
Rhodogune av Parthien var en iransk prinsessa i Parthien och seleukidisk drottning. Hon var syster till Fraates II av Parthien och gift med seleukidermonarken Demetrios II mellan 138 och 131 f.kr. 

## Biografi
Rhodogune var dotter till partherkungen Mithridates I (r. 171 f.kr-138 f.kr) och syster till Fraates II (r. 138-127 f.kr). När Demetrios II tillfångatogs av partherna under ett krigståg 138 f.Kr. arrangerade Fraates II ett äktenskap mellan henne och Demetrios, trots att Demetrios redan var gift. Makarna fick flera barn medan de hölls som gisslan av hennes bror i Hyrkanien vid Kaspiska havet. Cirka år 131 f.Kr. släpptes Demetrios tillbaka till Syrien. Rhodogune blev troligen kvarlämnad i Parthien. Demetrios avled 125 f.Kr.. 
Polyaenus återger en berättelse om henne, där hon under ett bad fick meddelandet om en revolt, och svor att varken bada eller borsta håret igen förrän upproret var nedslaget. Hon ska sedan själv framgångsrikt ha slagit ned upproret i spetsen för sin armé. Hon avbildades sedan på persiska mynt med utsläppt hår. Denna historia återges också i Tractatus De Mulieribus. 